# Rhamphomyia ornithorhampha
Rhamphomyia ornithorhampha är en tvåvingeart som beskrevs av Frey 1950. Rhamphomyia ornithorhampha ingår i släktet Rhamphomyia och familjen dansflugor. Inga underarter finns listade i Catalogue of Life.